# Lubine
Lubine és un municipi francès, situat al departament dels Vosges i a la regió del Gran Est. L'any 2007 tenia 242 habitants.

## Demografia

### Població
El 2007 la població de fet de Lubine era de 242 persones. Hi havia 100 famílies, de les quals 32 eren unipersonals (12 homes vivint sols i 20 dones vivint soles), 32 parelles sense fills, 28 parelles amb fills i 8 famílies monoparentals amb fills.
La població ha evolucionat segons el següent gràfic:
Habitants censats

### Habitatges
El 2007 hi havia 145 habitatges, 101 eren l'habitatge principal de la família, 38 eren segones residències i 6 estaven desocupats. 126 eren cases i 19 eren apartaments. Dels 101 habitatges principals, 81 estaven ocupats pels seus propietaris, 16 estaven llogats i ocupats pels llogaters i 4 estaven cedits a títol gratuït; 3 tenien dues cambres, 14 en tenien tres, 20 en tenien quatre i 64 en tenien cinc o més. 73 habitatges disposaven pel capbaix d'una plaça de pàrquing. A 47 habitatges hi havia un automòbil i a 36 n'hi havia dos o més.

### Piràmide de població
La piràmide de població per edats i sexe el 2009 era:
| Homes | Edats   | Dones |
| ----- | ------- | ----- |
| 0     | 95 o +  | 0     |
| 0     | 90 a 94 | 4     |
| 0     | 85 a 89 | 4     |
| 4     | 80 a 84 | 0     |
| 4     | 75 a 79 | 12    |
| 8     | 70 a 74 | 4     |
| 12    | 65 a 69 | 8     |
| 12    | 60 a 64 | 4     |
| 8     | 55 a 59 | 8     |
| 0     | 50 a 54 | 8     |
| 0     | 45 a 49 | 12    |
| 4     | 40 a 44 | 0     |
| 16    | 35 a 39 | 4     |
| 4     | 30 a 34 | 12    |
| 4     | 25 a 29 | 0     |
| 8     | 20 a 24 | 0     |
| 4     | 15 a 19 | 4     |
| 8     | 10 a 14 | 4     |
| 8     | 5 a 9   | 4     |
| 0     | 0 a 4   | 0     |

## Economia
El 2007 la població en edat de treballar era de 143 persones, 106 eren actives i 37 eren inactives. De les 106 persones actives 88 estaven ocupades (50 homes i 38 dones) i 18 estaven aturades (7 homes i 11 dones). De les 37 persones inactives 17 estaven jubilades, 4 estaven estudiant i 16 estaven classificades com a «altres inactius».

### Ingressos
El 2009 a Lubine hi havia 102 unitats fiscals que integraven 225 persones, la mediana anual d'ingressos fiscals per persona era de 16.567 €.

### Activitats econòmiques
Dels 9 establiments que hi havia el 2007, 1 era d'una empresa de fabricació d'altres productes industrials, 3 d'empreses de construcció, 2 d'empreses de comerç i reparació d'automòbils, 1 d'una empresa de serveis i 2 d'empreses classificades com a «altres activitats de serveis».
Dels 4 establiments de servei als particulars que hi havia el 2009, 2 eren paletes, 1 electricista i 1 restaurant.
L'any 2000 a Lubine hi havia 5 explotacions agrícoles.

## Poblacions més properes
El següent diagrama mostra les poblacions més properes.